# 逢源书室
逢源书室，是深圳市历史建筑之一，位于中国广东省深圳市南山区南山街道向南社区向南老村一坊24号。该建筑物建于民國時代，属于近現代建築，为文化教育建築及附屬物。